# Modest Feu i Estrada
Modest Feu i Estrada (Santa María de Sants, 1870-Barcelona, 30 de abril de 1933) fue un arquitecto modernista y novecentista español titulado en 1893.
Su producción arquitectónica se encuentra principalmente en los barrios de Barcelona de Sants, Hostafrancs y Les Corts. También realizó notables obras en Cornellá de Llobregat, Hospitalet de Llobregat, Molins de Rey y San Andrés de la Barca.

## Biografía

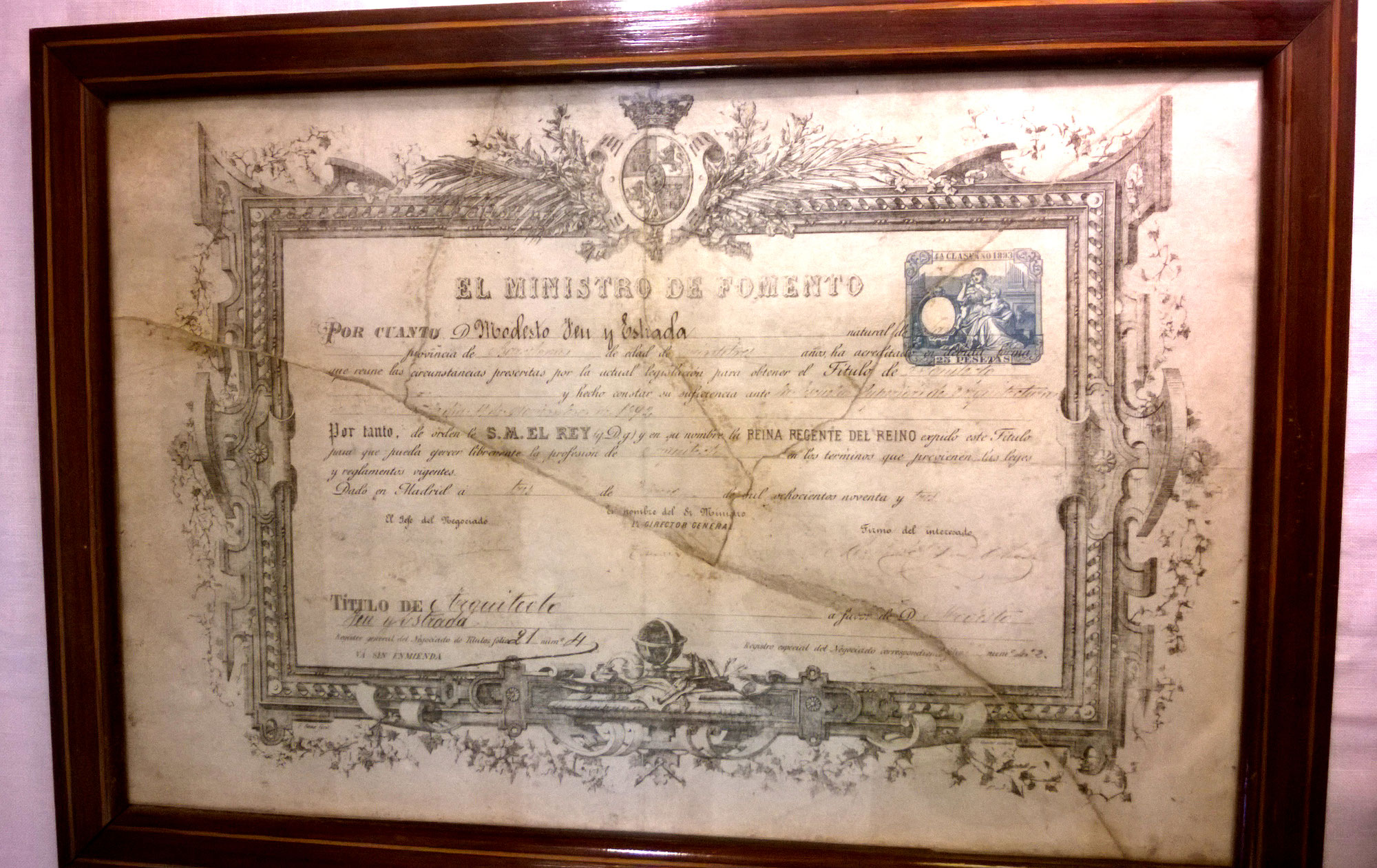
Título de arquitecto de Modest Feu.

### Tradición familiar
Baldiri Feu i Aleu, el padre de Modest Feu, fue maestro de casas y construyó a finales del siglo XIX diversos edificios en Santa María de Sants, municipio anexionado a Barcelona en 1897 y posteriormente denominado Sants. Esa tradición familiar unida a la arquitectura la heredó Modest Feu.
Modest Feu, hijo de Baldiri Feu y de Madrona Estrada, nació en la casa situada en el paseo de San Antonio 15 de Santa María de Sants.
Titulado arquitecto el 3 de febrero de 1893, se casó con Maria Riqué i Esteve y tuvo dos hijos: Jaume Feu i Riqué y Concepció Feu i Riqué. Desarrolló una parte muy importante de su producción arquitectónica en Sants, colaborando también con sus instituciones. Por ejemplo, fue miembro del coro del Orfeón de Sants y arquitecto de la parroquia de Santa María de Sants.

### Etapa modernista

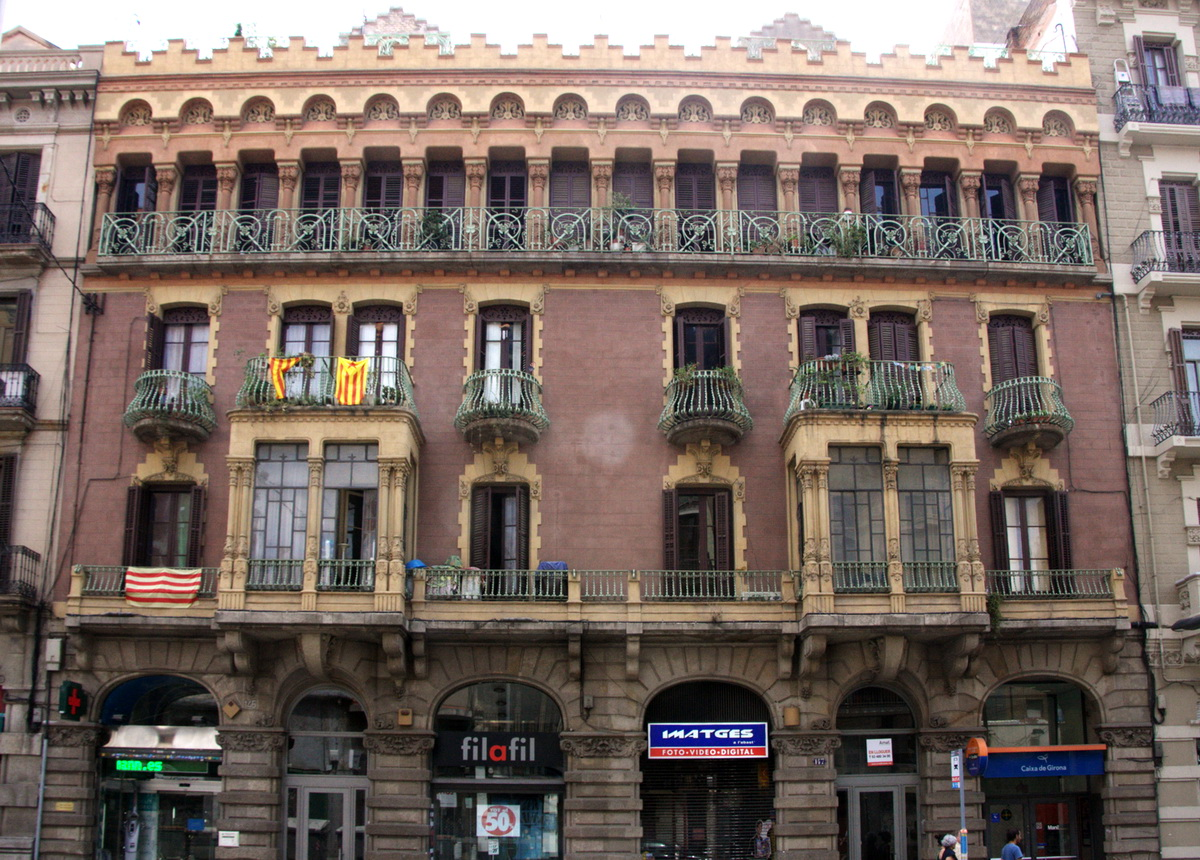
Casa Consol Grassot (1902).

En su primera época destacó por sus obras modernistas, que se extienden hasta prácticamente la fecha de su muerte: Casa Josefina Barrat (1897), Casa Tomàs Vendrell (1900-1908), Casa Ramon Pujol (1901), Casa Joaquim Pau i Badia (1902), Casa Consol Grassot (1902), Casa Jaume Estrada (1906), Fábrica Gras (Can Gras) (1906-1910), Fábrica Trinxet (Can trinxet) (1907-1916) (1905, Joan Alsina i Arús), Casa Miquel Tusset (1911), Casa Joaquim Pau i Maria Benosa (1912), Magatzems Figueras (1916), Casa Álvaro Capdevila i Amigó (1917), Géneros de Punto de Farrés (1918-1922), Casa Andreu Capdevila i Amigó (1922), Fábrica Bagaria (1922), Casa del Carrer Sant Medir (1922), Casa Pedemonte (1930-1931), Casa Miquel Sanahuja i Cogul (1928-1932), etc.
La Casa Joaquim Pau i Maria Benosa de 1912 presenta una notable influencia centroeuropea, tanto del estilo Sezession (Austria) como del estilo Jugendstil (Alemania).
La Casa Pedemonte, construida en 1930 y 1931 como residencia para su yerno, Bonaventura Pedemonte i Falguera, y su familia, también posee elementos del gótico centroeuropeo.
Durante su etapa modernista, la obra conjunta de Modest Feu más destacada fue la Fábrica Trinxet, realizada con el arquitecto Joan Alsina i Arús. En esa etapa, diseñó mosaicos para proyectos de su amigo Antoni Gaudí.
Modest Feu destacó por su aportación al eclecticismo dentro del modernismo, en la decoración y los elementos arquitectónicos.

### Etapa novecentista

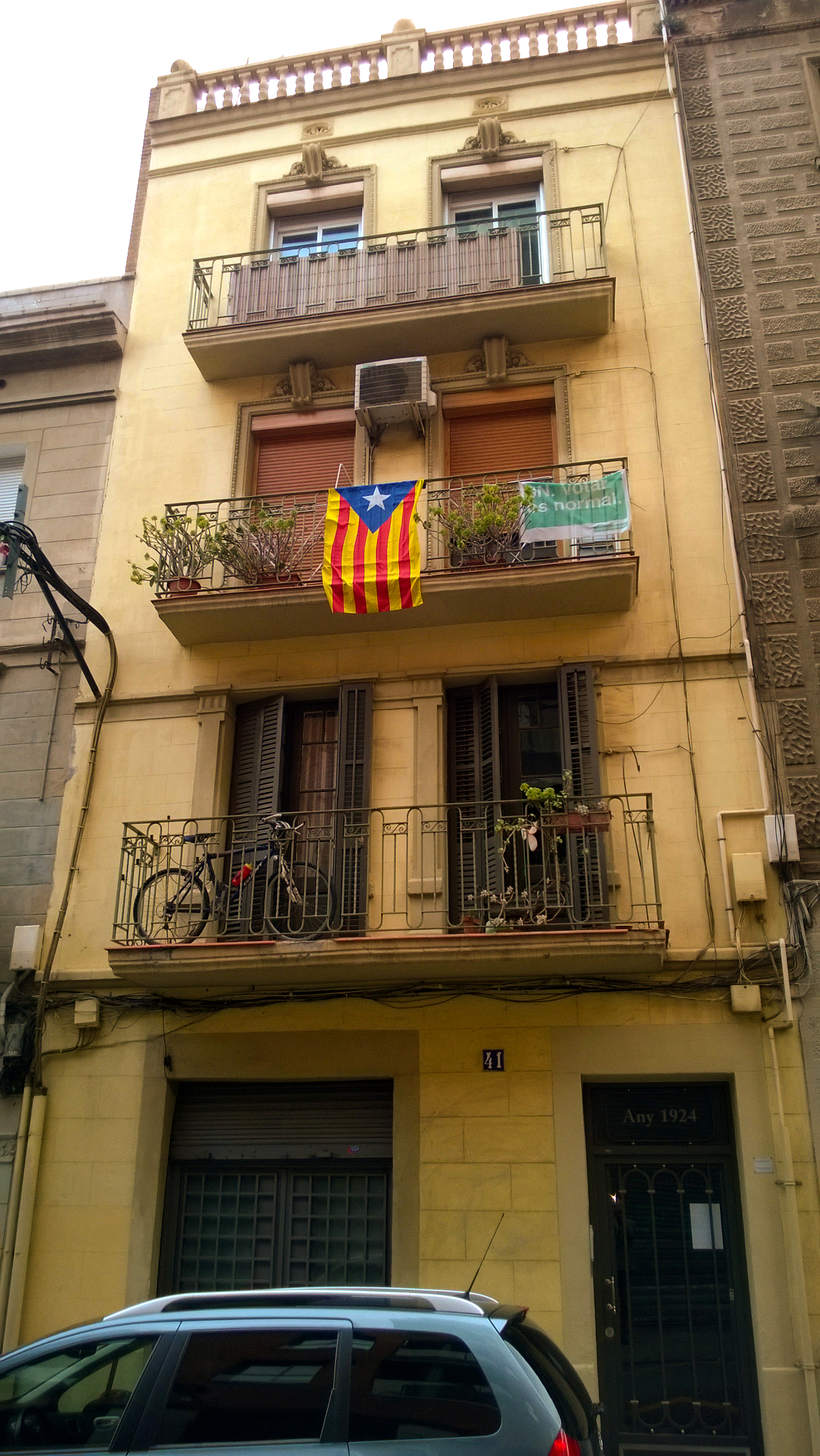
Casa Joaquim Teixidó (1924-1928).

Posteriormente, Modest Feu evolucionó hacia el novecentismo, realizando algunas obras destacadas: Casa Valls (1917-1920), Casa Juan Casas (1921), Casa Antoni Pi de la Serra I (1922), Conjunto de viviendas calle de la Aviación (1922), Casa de viviendas Andreu Capdevila (1922), Casa Pedro Lluc (1923), Casa Joaquim Teixidó (1924-1928), Fábrica Hermanos Climent (1925), Casa Gran (1925), Casa Antoni Pi de la Serra III (1926), Conjunto de viviendas del Pasaje Jordi Ferran (1928-1932), Conjunto de viviendas del Pasaje de Chile (1931-1933), etc.
La obra conjunta de Modest Feu más destacada de su etapa novecentista fue la Casa Joaquim Teixidó (1924-1928, Barcelona), realizada junto al arquitecto Adolfo Florensa. Florensa perteneció al clasicismo novecentista y fue el principal representante en España de la famosa Escuela de Chicago.

### Actividad política
Modest Feu fue socio fundador de la Lliga Regionalista del distrito VI de Barcelona, entonces parte del Ensanche, y miembro de su consejo directivo. La Lliga Regionalista (1901-1933) fue un partido político monárquico, conservador y catalanista.
Modest Feu tenía profunda admiración hacia el político y presidente de la Generalidad de Cataluña, Francesc Macià. Varias de las obras de Modest Feu llevan los símbolos de la senyera, las cuatro barras.

### Fallecimiento
Modest Feu falleció el 30 de abril de 1933 a la edad de 63 años en Sants, víctima de un cáncer. Fumador empedernido, este hábito le provocó un cáncer de pulmón que terminó con él a una edad relativamente temprana.
Enterrado en el Cementerio de Sants, tras su muerte le sobrevivió durante varias décadas su viuda, Maria Riqué i Esteve, así como sus dos hijos, Jaume Feu i Riqué y Concepció Feu i Riqué.

## Obras

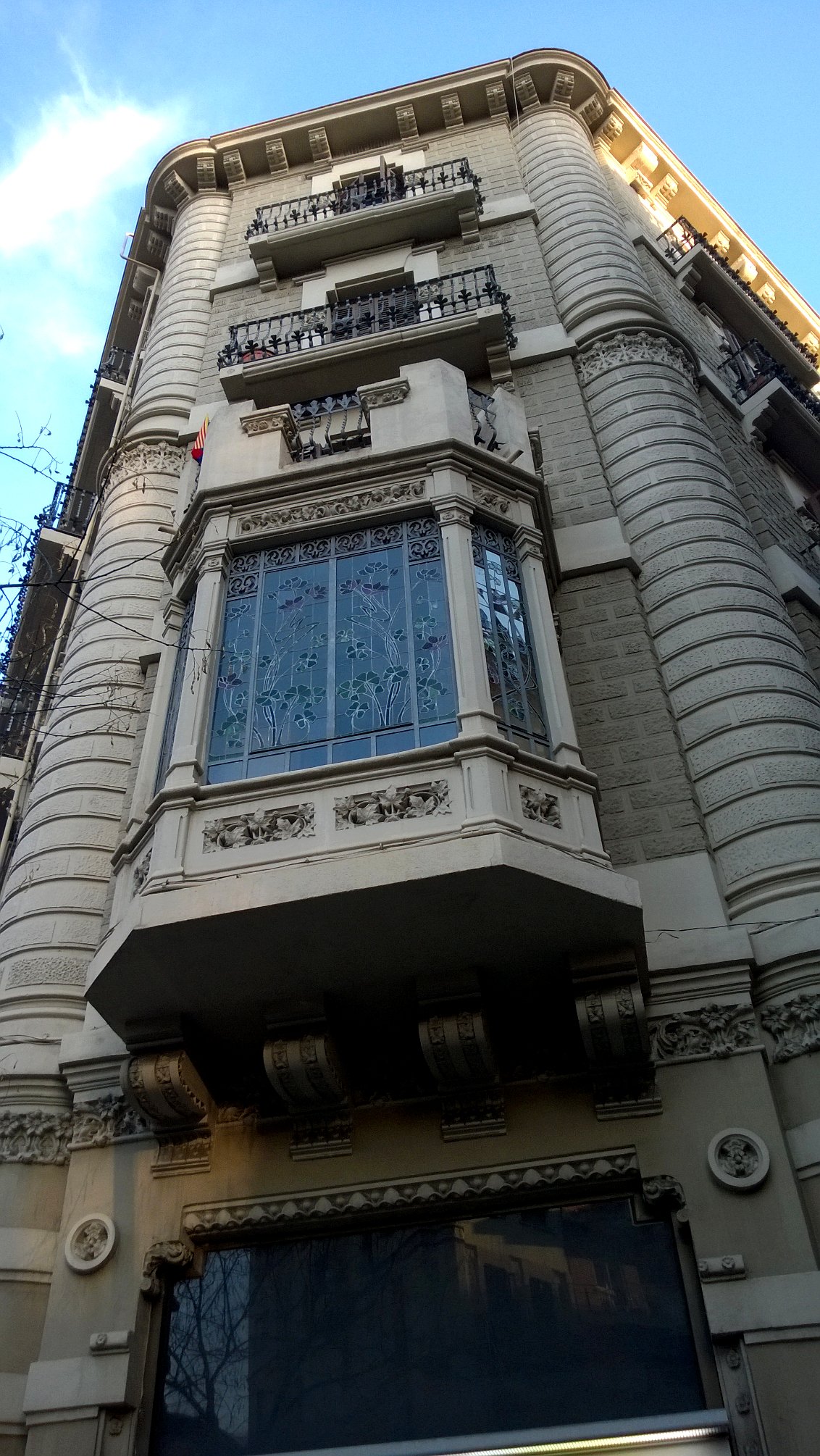
Casa Tomàs Vendrell (1900-1908).

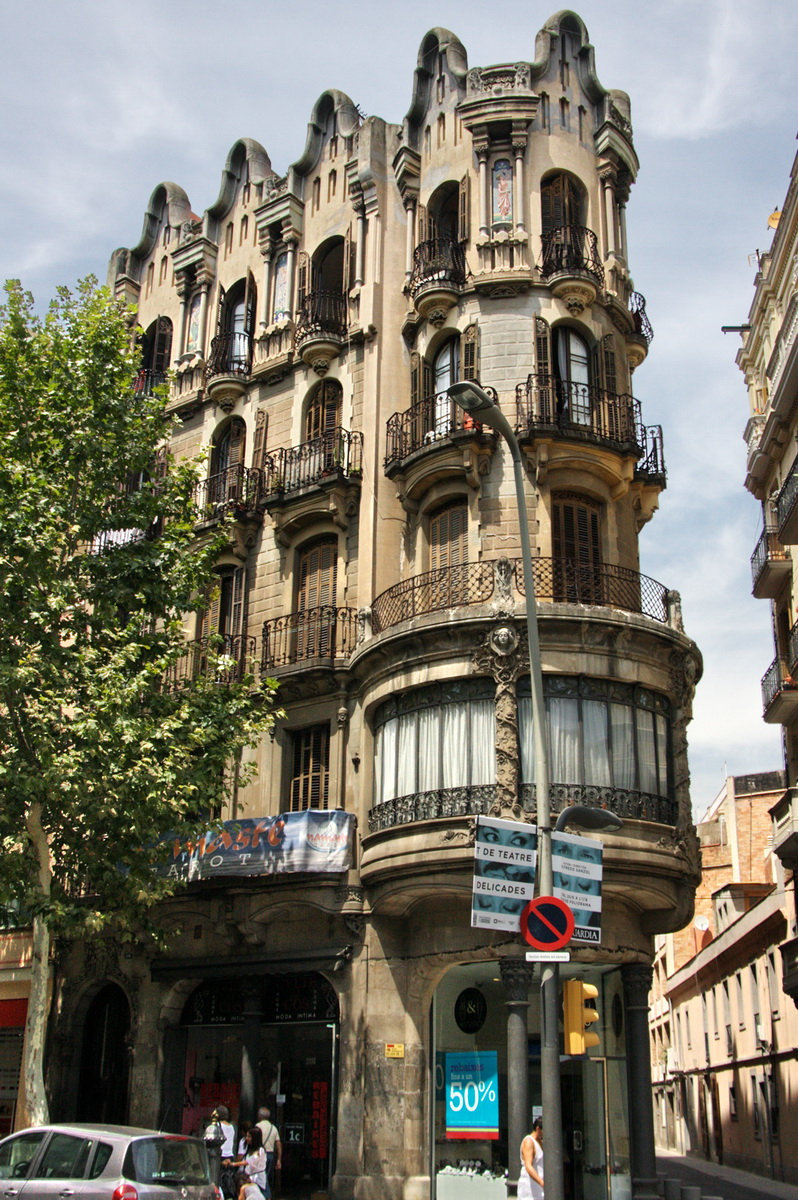
Casa Jaume Estrada (1906).

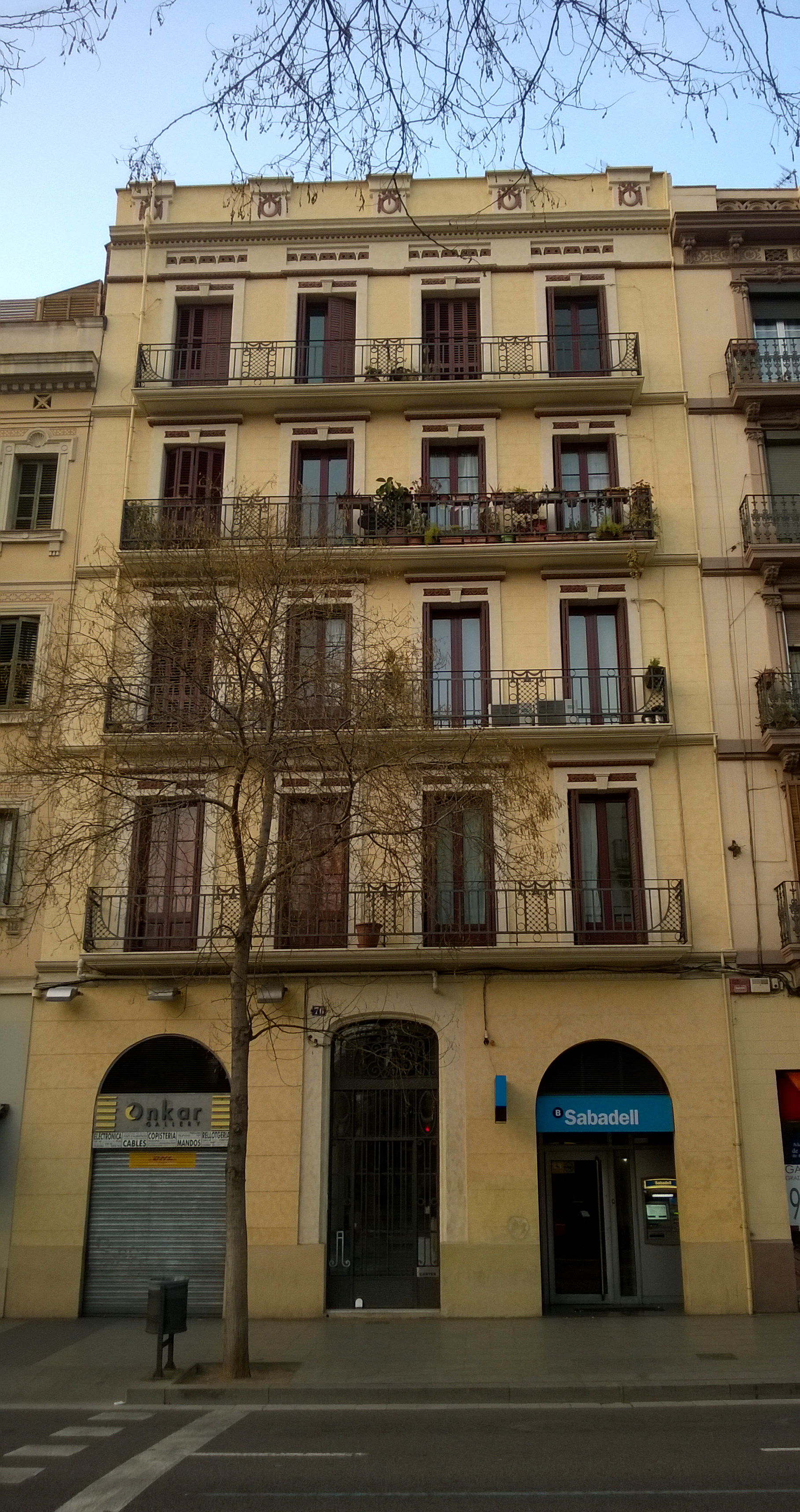
Casa Juan Casas (1921).

### Modernistas
Estas son algunas de las principales obras modernistas de Modest Feu i Estrada:
Barcelona
- 1897 Casa Josefina Barrat c/ Santa Catalina, 64
- 1900-1908 Casa Tomàs Vendrell c/ Sants, 149 (obra ampliada en 1934 por el arquitecto Jaume Feu)
- 1901 Casa Ramon Pujol c/ Consejo de Ciento, 240
- 1902 Casa Joaquim Pau i Badia c/ Sants, 141
- 1902 Casa Consol Grassot c/ Sants, 145
- 1906 Casa Jaume Estrada c/ Sants, 54
- 1910 Casa Siscart c/ Cruz Cubierta, 123
- 1911 Casa Miquel Tusset c/ Sants, 130
- 1912 Casa Joaquim Pau i Maria Benosa c/ Sants, 180
- 1912 Casa Ramon Duch c/ de la Bordeta, 46
- 1913 Casa Modest Sagalés c/ Riego, 38
- 1917 Casa Álvaro Capdevila i Amigó c/ Sants, 129
- 1918-1922 Géneros de Punto de Farrés c/ Melchor de Palau, 131-137
- 1918-1933 (1875) Casa de Domènec Vila i Jané c/ Sants, 132
- 1922 Casa Andreu Capdevila i Amigó c/ Sants, 131
- 1926 Casa Carrer Sant Medir c/ San Medín, 36
- 1928-1932 Casa Miquel Sanahuja i Cogul c/ Cruz Cubierta, 115

Cornellá de Llobregat
- 1922 Fábrica Bagaria Carretera de Esplugas, 169

Hospitalet de Llobregat
- 1906-1910 Fábrica Gras (Can Gras) c/ Santa Eulalia, 182-212
- 1907-1916 (1905) Fábrica Trinxet (Can Trinxet) c/ Santa Eulalia, 182-212 (obra conjunta realizada con el arquitecto barcelonés Joan Alsina i Arús)

Molins de Rey
- 1916 Almacenes Figueras Avenida de Valencia, 84

San Andrés de la Barca
- 1925 Bodega de Can Julià c/ Mayor, 12
- 1930-1931 Casa Pedemonte Carretera de Barcelona, 59

### Novecentistas
Estas son algunas de las principales obras novecentistes de Modest Feu i Estrada:
Barcelona
- 1917-1920 Casa Valls, c/ Olzinelles, 70
- 1921 Casa Juan Casas c/ Cruz Cubierta, 76
- 1922 Casa Antoni Pi de la Serra I c/ Tenor Masini, 71
- 1922 Conjunto de viviendas Calle de la Aviación c/ Aviación, 10-12
- 1922 Casa de viviendas Andreu Capdevila c/ Sants, 136-140 (obra ampliada en 1935 por el arquitecto Jaume Feu)
- 1923 Casa Pedro Lluc c/ de la Bordeta, 13
- 1924-1928 Casa Joaquim Teixidó c/ Jaume Roig, 41 (obra conjunta realizada con el arquitecto barcelonés Adolfo Florensa)
- 1925 Fábrica Hermanos Climent c/ Puiggarí, 12-22
- 1925 Casa Gran c/ Rosés, 11-17
- 1926 Casa Antoni Pi de la Serra III c/ Tenor Masini, 77
- 1928-1932 Conjunto de viviendas Pasaje Jordi Ferran, 4-8.
- 1928-1932 Conjunto de viviendas Pasaje Madrona Piera, 1-9.
- 1928-1932 Conjunto de viviendas Pasaje Pedro Rodríguez, 24-26
- 1931-1934 Conjunto de viviendas Pasaje de Chile Pasaje de Chile, 1, 3, 4, 7, 8, 9, 13, 17, 18, 19, 20, 22, 23, 24, 26, 30, 31, 33, 35, 37, 42, 43, 44, 45, 46, 49, 54, 58

## Galería

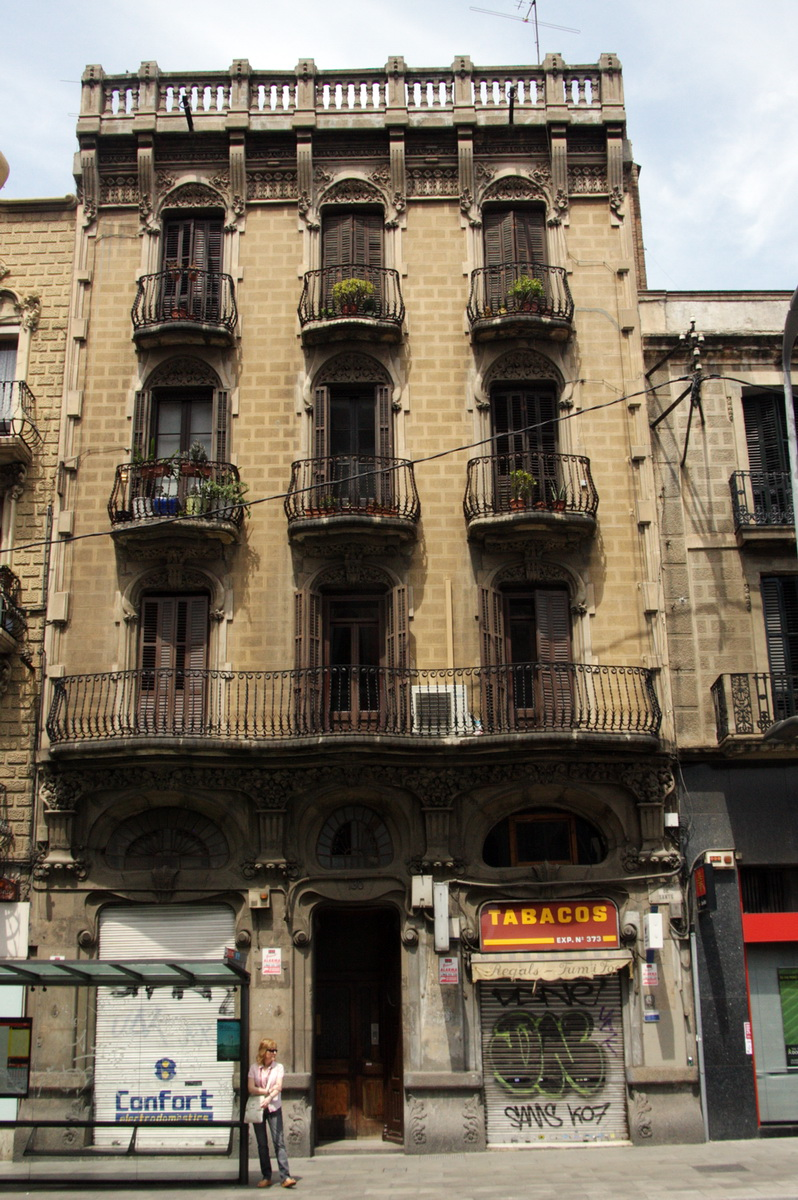
Casa Miquel Tusset (1911).
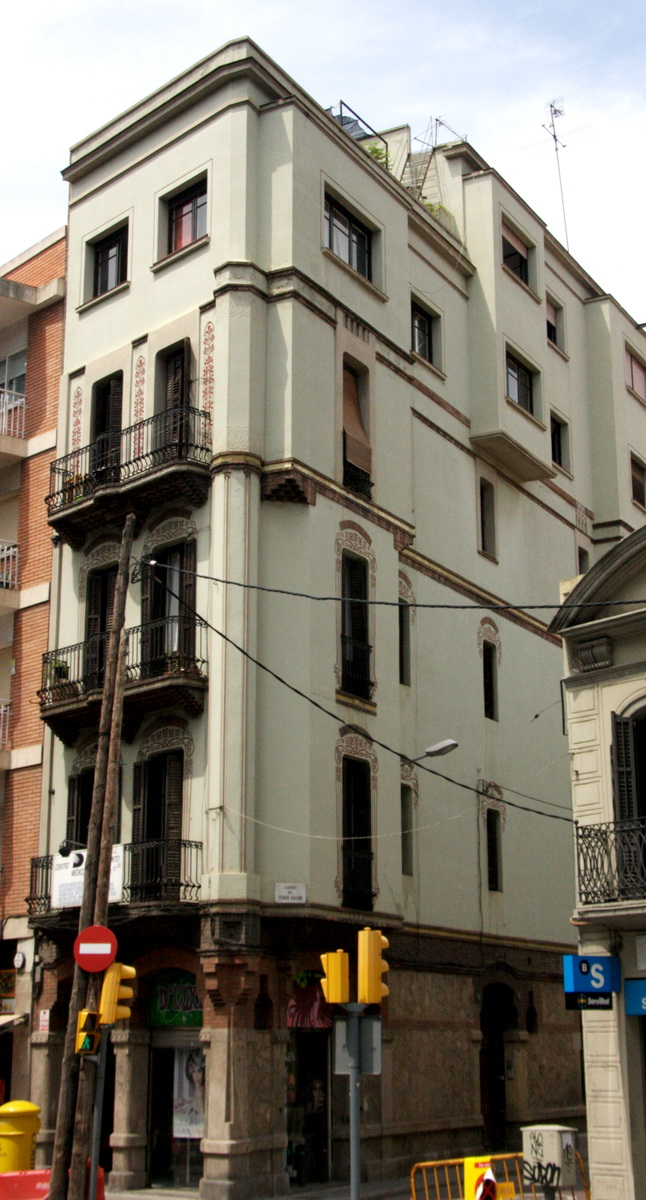
Casa Joaquim Pau y Maria Benosa (1912).
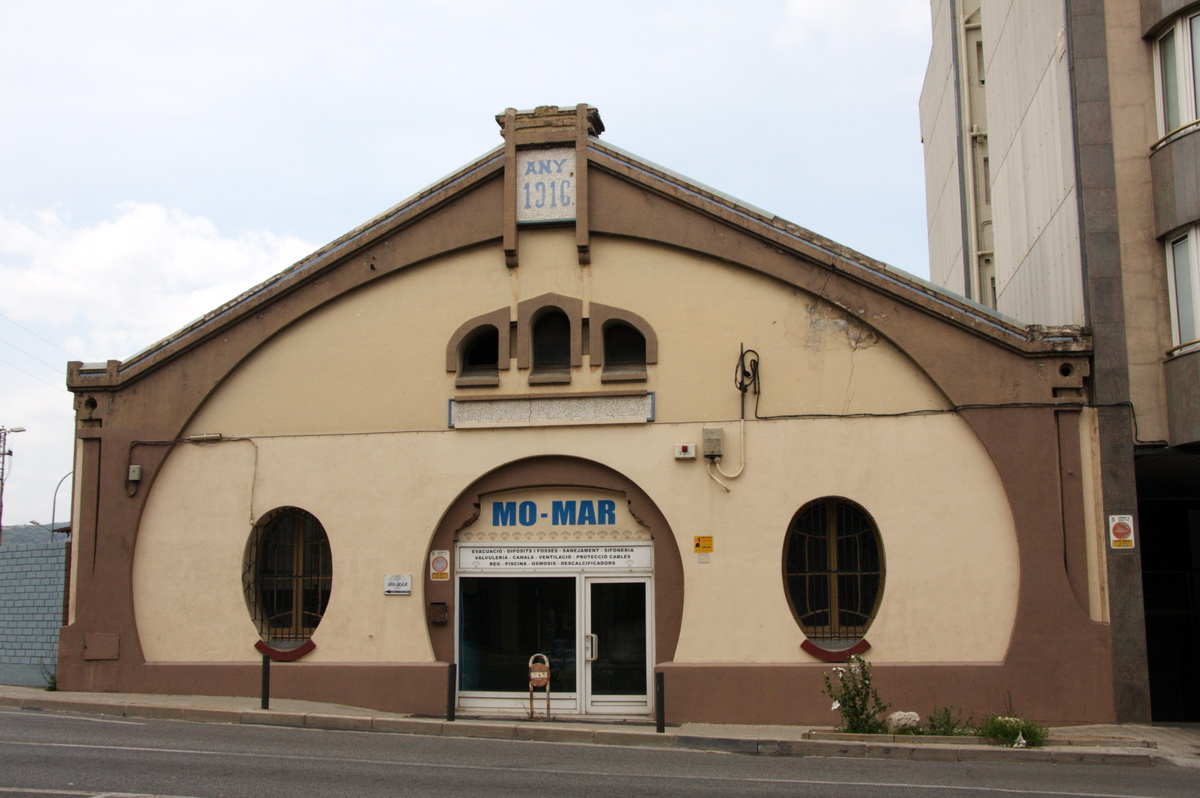
Almacenes Figueras (1916).
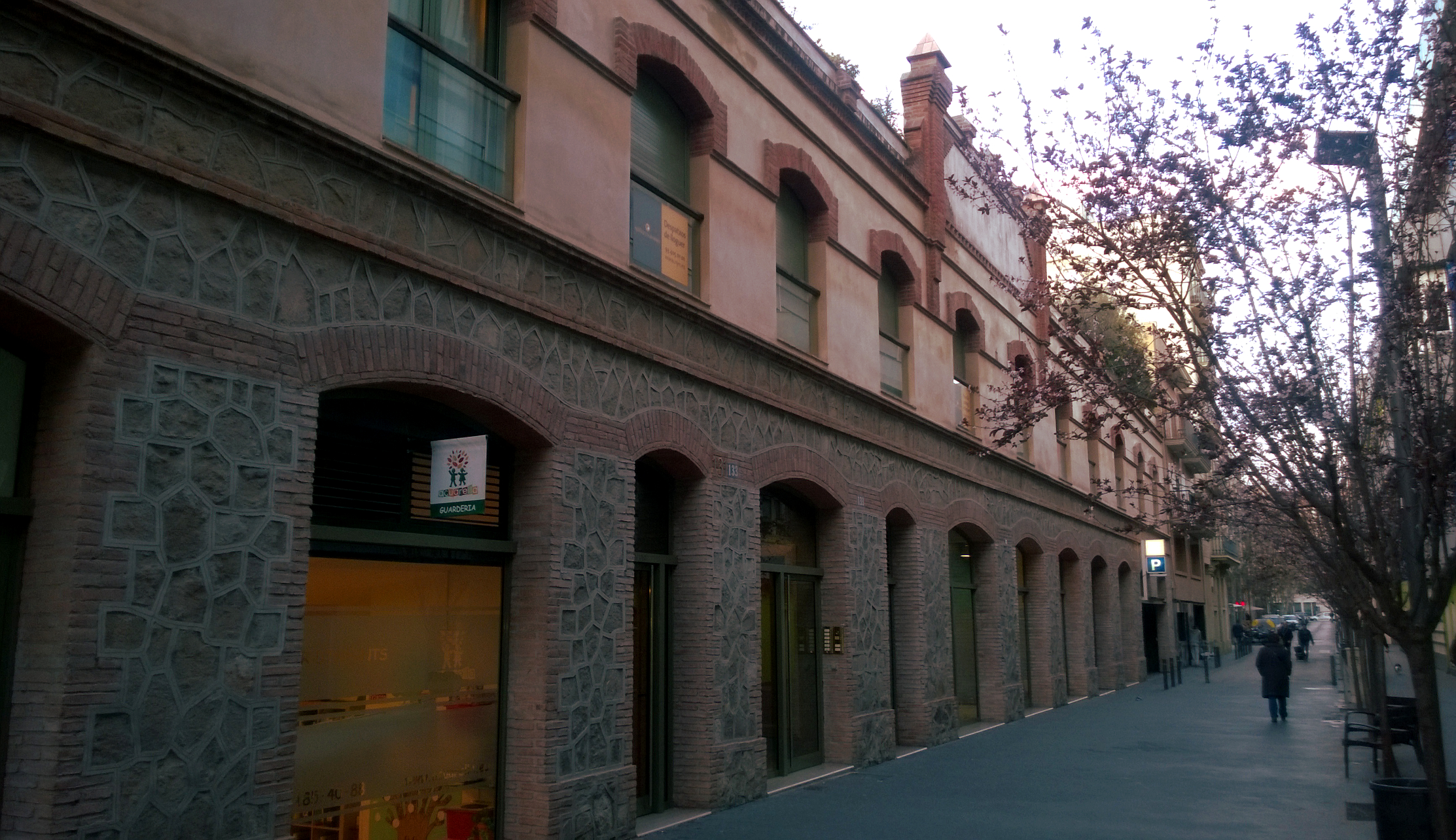
Fábrica Géneros de Punto de Farrés (1918-1922).
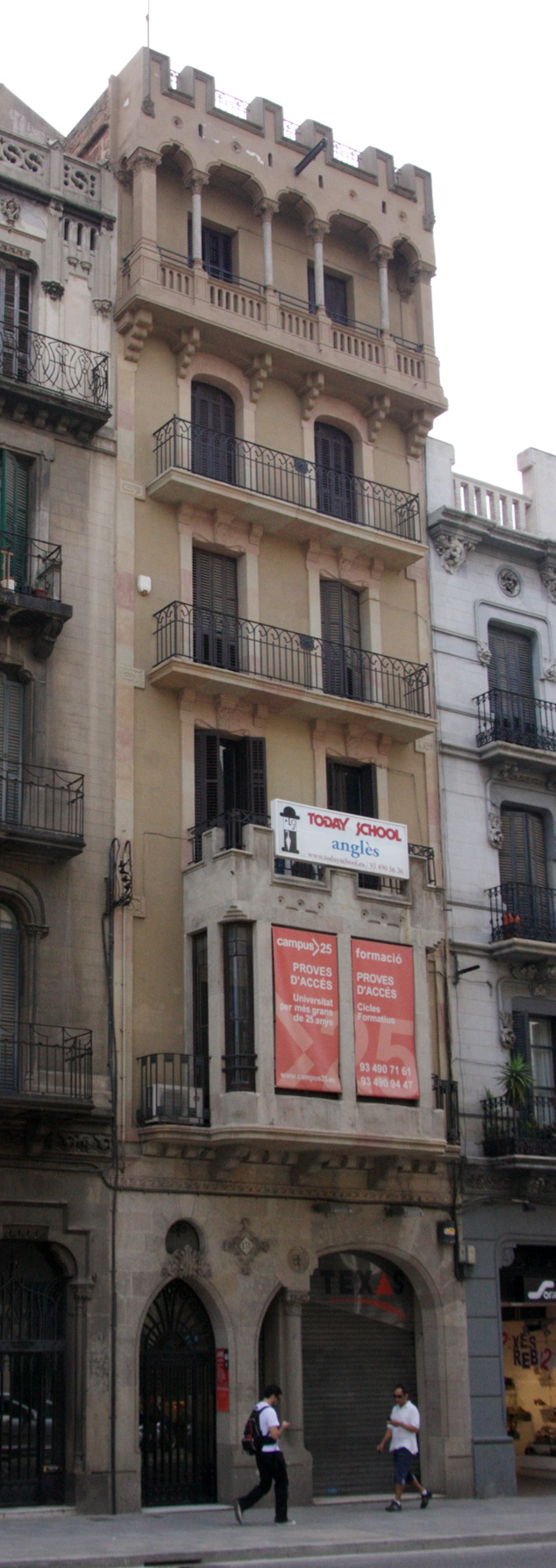
Casa Andreu Capdevila Amigó (1922).
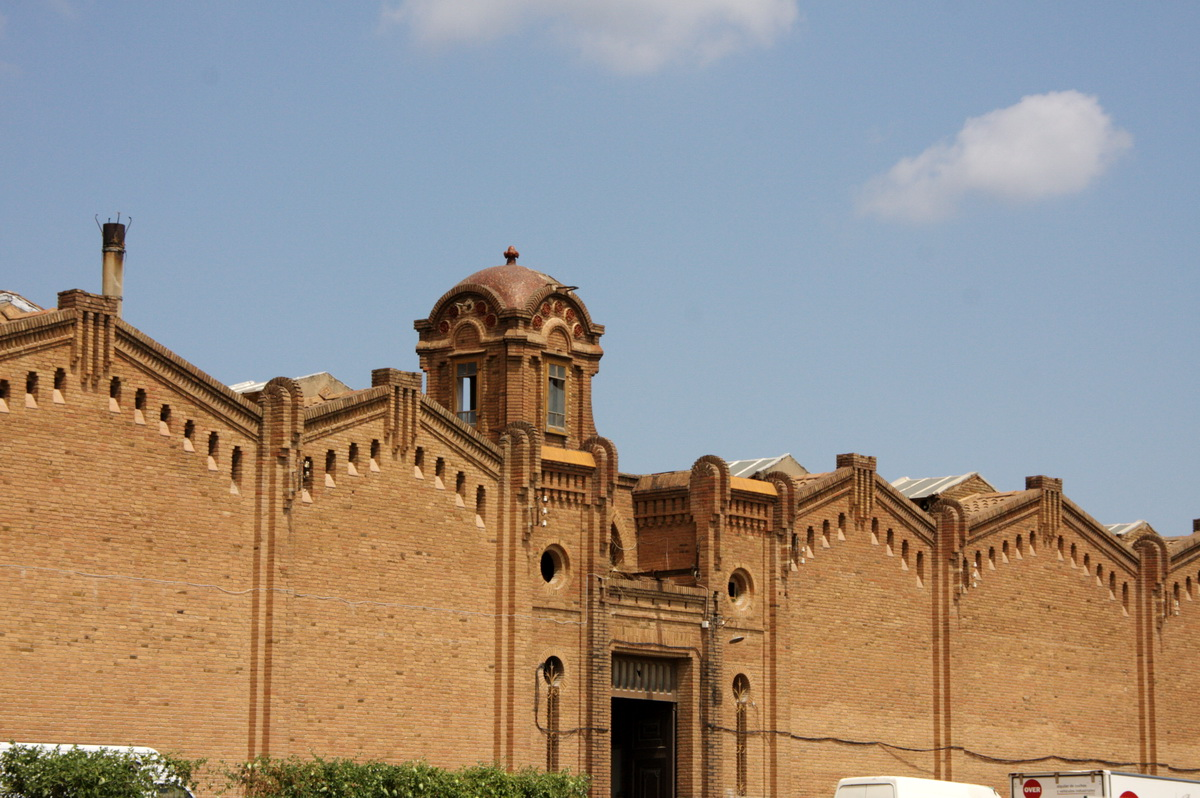
Fábrica Bagaria (1922).
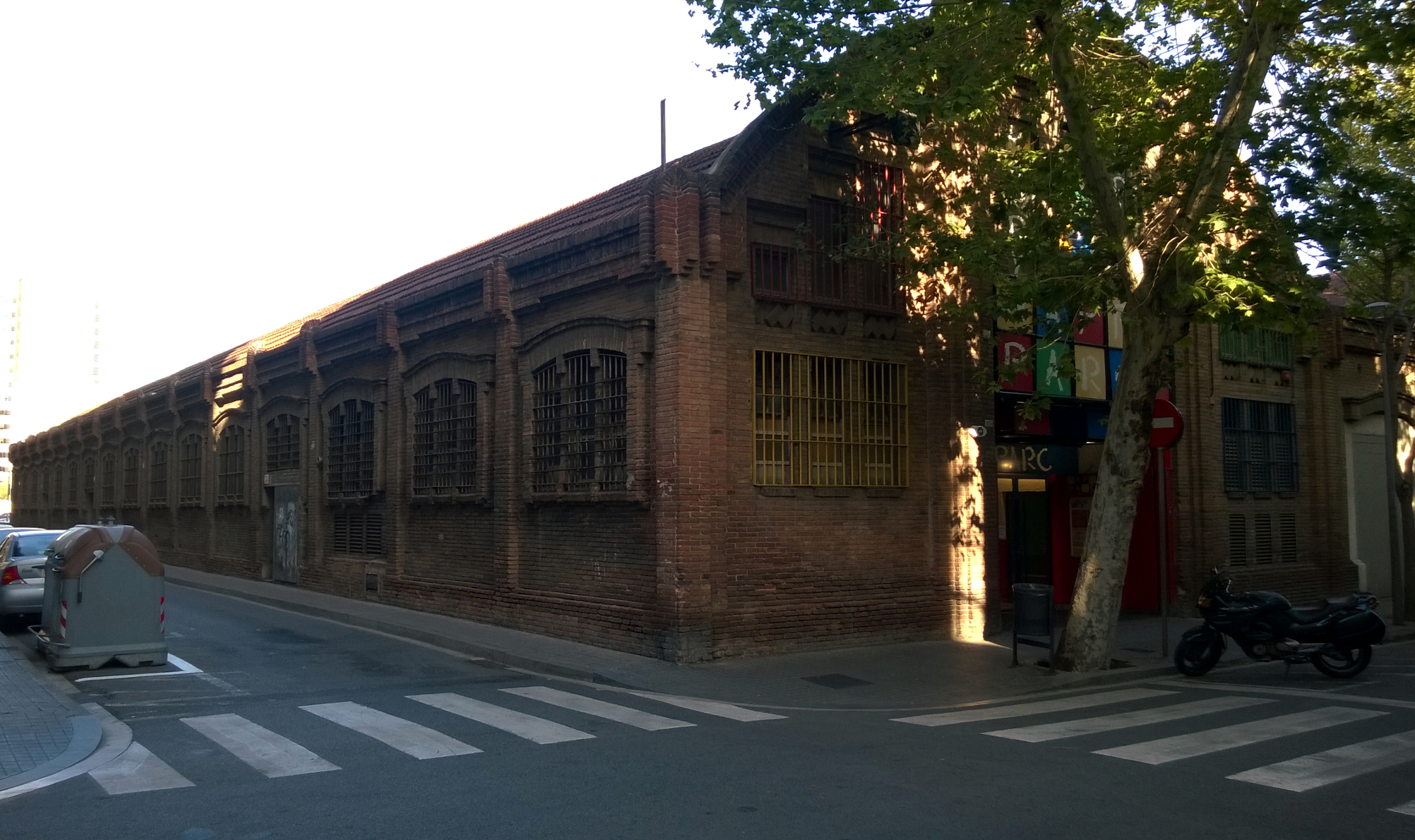
Fábrica Hermanos Climent (1925).